# (7332) Ponrepo
(7332) Ponrepo (1986 XJ5) – planetoida z pasa głównego asteroid okrążająca Słońce w ciągu 3,31 lat w średniej odległości 2,22 j.a. Odkryta 4 grudnia 1986 roku.